# Manfred Schnelldorfer
Manfred Schnelldorfer (narozen 2. května 1943 v Mnichově) je bývalý německý krasobruslař. Na olympijských hrách v Innsbrucku roku 1964 vyhrál individuální mužský závod, a stal se tak prvním a dosud posledním německým mužským krasobruslařem, který získal olympijské zlato. Na hrách Schnelldorfer reprezentoval tzv. Sjednocený německý tým. Jinak byl reprezentantem tzv. Západního Německa, v jehož dresu získal titul mistra světa na domácím šampionátu v Dortmundu roku 1964. Jeho nejlepším výsledkem na mistrovství Evropy bylo dvakrát druhé místo (1963, 1964). Roku 1967 ukončil závodní kariéru a stal se sportovním ředitelem (hlavním trenérem) německé krasobruslařské reprezentace. Poté, v letech 1969–1973, vystupoval v lední šou Deutsche Eistheater. V letech 1974–1981 se vrátil na pozici šéfa reprezentace. Později se stal majitelem sítě sportovních obchodů. Je znám také jako zpěvák oblíbeného německého lidového žánru šlágr. Objevil se také v několika komediálních filmech.